# By Arrangement
By Arrangement är ett musikalbum av gitarristen Jim Hall som släpptes 1998. Skivan innehåller bara arrangemang av Hall själv där han gjorde egna versioner på Bill Evans populära jazzsång "Waltz for Debby" (där han fick hjälp av sångensemblen New York Voices), John Lewis's "Django" (där gitarristen Pat Metheny medverkade) och Paul Desmonds "Wendy". Samarbetet mellan Hall och Metheny fortsatte året efter då de släppte Jim Hall & Pat Metheny tillsammans.

## Låtlista
1. "Django" (John Lewis) – 8:32
  - Pat Metheny – akustisk gitarr
  - Jim Hall – akustisk gitarr
2. "Waltz for Debby" (Musik: Bill Evans – text: Gene Lees) – 5:00
  - The New York Voices
  - Jim Hall – gitarr
3. "Ruby My Dear" (Thelonious Monk) – 5:22
  - Tom Harrell – flygelhorn
  - Scott Colley – bas
4. "Goodbye" (Gordon Jenkins) – 8:24
  - Joe Lovano – klarinett, sopransaxofon
  - Jim Hall – gitarr
5. "Art Song" (Jim Hall) – 6:14
  - Tom Harrell – flygelhorn
  - Terry Clarke – trummor
6. "October Song" (Jim Hall) – 6:39
  - Jim Hall – akustisk gitarr
  - Lousie Schulman – viola (solo)
7. "Wendy" (Paul Desmond) – 7:33
  - Jim Hall – gitarr
  - Tom Harrell – flygelhorn
8. "The Wind" (Musik: Russ Freeman – text: Jerry Gladstone) – 6:55
  - The New York Voices
  - Jim Hall – gitarr
9. "Whisper Not" (Benny Golson) – 5:40
  - Tom Harrell – flygelhorn
  - Terry Clarke – trummor

- Alla låtar är arrangerade av Jim Hall.

## Medverkande
- Jim Hall – gitarr
- Scott Colley – bas
- Terry Clarke – trummor
- Tom Harrell – flygelhorn
- Joe Lovano – klarinett, sopransaxofon
- Pat Metheny – akustisk gitarr
- New York Voices
- Greg Osby – altsaxofon
- Blåsorkester: (3, 5, 7, 9)
  - Jamie Finegan – trumpet
  - Lew Soloff – trumpet
  - Alex Brofsky – valthorn
  - Jim Pugh – dirigent, trombon
  - Conrad Herwig – trombon
  - Marcus Rojas – bastuba
- Stråkorkester: (1, 4, 6)
  - Paul Hostetter – dirigent
  - Louise Schulman – viola
  - Ronald Carbone – viola
  - Stephanie Fricker – viola
  - Maureen Gallagher – viola
  - Ronald Lawrence – viola
  - Ann Roggen – viola
  - Myron Lutzke – cello
  - Rosalyn Clarke – cello
  - Richard Locker – cello
  - Eugene Moye – cello
  - Maxine Neuman – cello
  - Richard Sher – cello